# Territoriale prelatuur Pompeï
De territoriale prelatuur van Pompeï of de Heilige Maagd Maria van de Heilige Rozenkrans (Latijn: Praelatura Territorialis Pompeiana seu Beatissimae Virginis Mariae a SS.mo Rosario; Italiaans: Prelatura territoriale di Pompei o Beatissima Vergine Maria del Santissimo Rosario) is een in Italië gelegen rooms-katholieke territoriale prelatuur met zetel in Pompeï onderdeel van de metropolitane stad Napels. De territoriale prelatuur behoort tot de kerkprovincie Napels, en is, samen met de aartsbisdommen Capua en Sorrento-Castellammare di Stabia, de bisdommen Acerra, Alife-Caiazzo, Aversa, Caserta, Ischia, Nola, Pozzuoli en Sessa Aurunca en Teano-Calvi, suffragaan aan het aartsbisdom Napels.

## Geschiedenis
De advocaat Bartolo Longo liet aan het einde van de 19e eeuw in Pompeï een kerk bouwen die werd gewijd aan Onze-Lieve-Vrouw van de Heilige Rozenkrans. Deze kerk groeide al snel uit tot een populair bedevaartsoord. In 1883 kwamen er bij de kerk al meer dan 20.000 pelgrims bijeen. Na de overdracht van het heiligdom aan de Heilige Stoel en de verdere groei van het bedevaartsoord werd de stad in 1926 op kerkelijk gebied een zelfstandige eenheid. De prelatuur werd op 30 maart 1926 opgericht onder de naam Prelatura Beatissima Vergine Maria del Santissimo Rosario. Deze naam werd op 8 mei 1951 veranderd in de huidige naam.

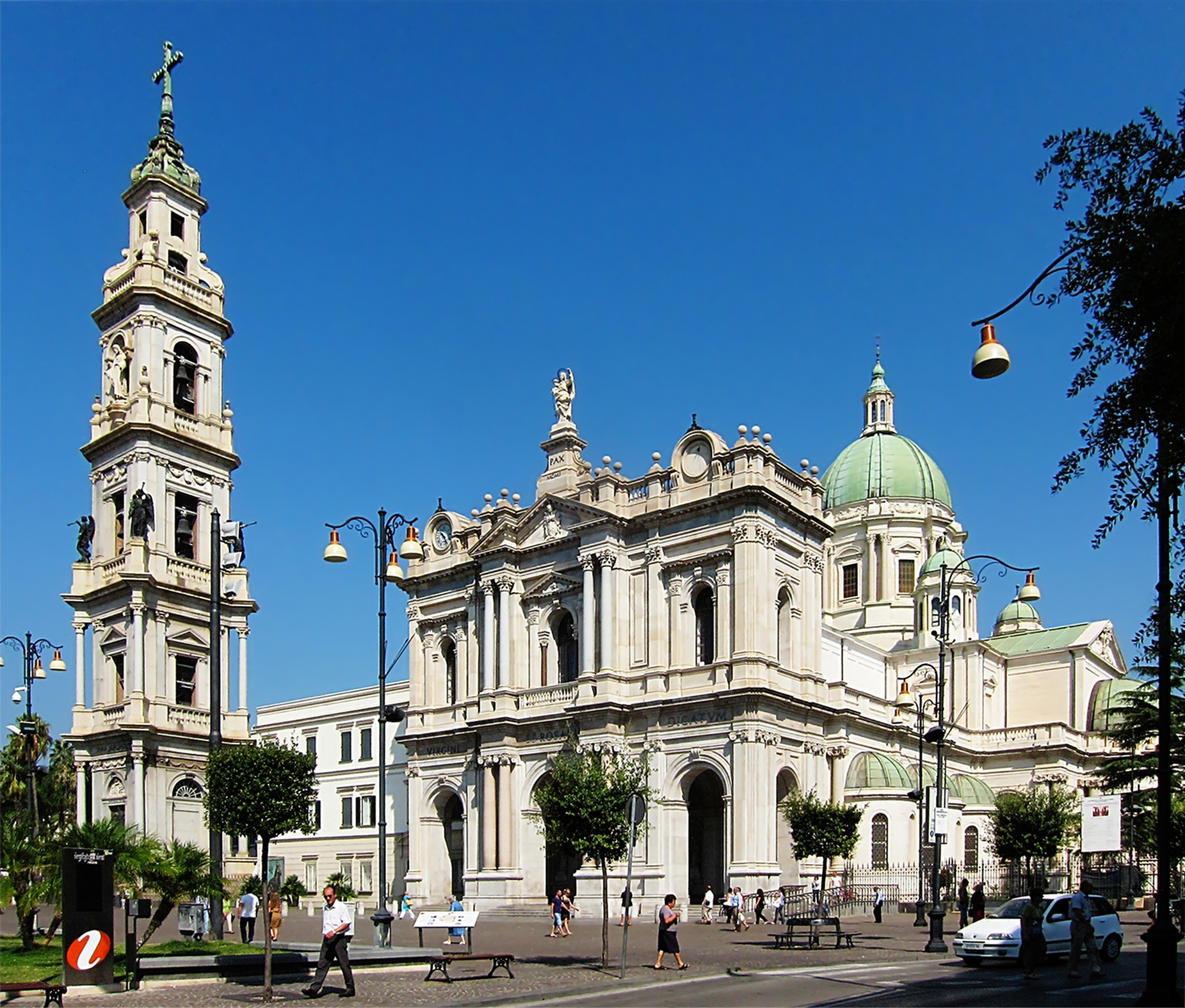
Het heiligdom in Pompeï
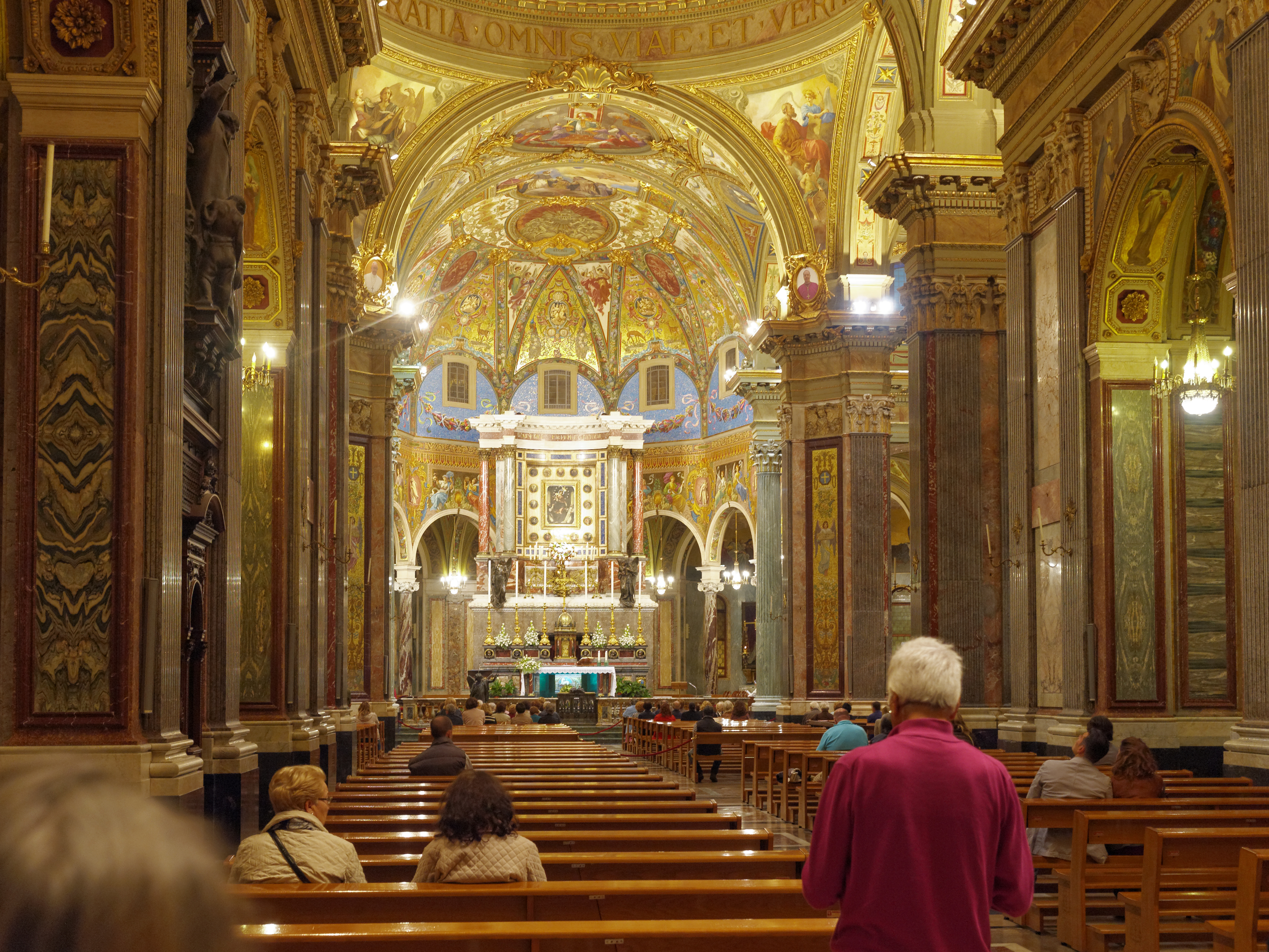
Interieur
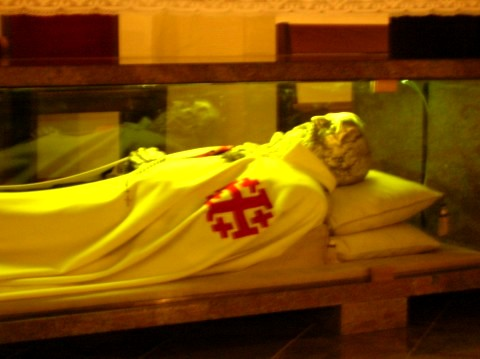
graftombe van Bartolo Longo